# Egedal Kommune
Egedal Kommune er en kommune i Nordsjælland under Region Hovedstaden efter Kommunalreformen i 2007. Allerede den 15. november 2005 blev kommunalbestyrelsen dog valgt.
Egedal Kommune er opstået ved sammenlægning af flg.:
- Ledøje-Smørum Kommune (Københavns Amt)
- Stenløse Kommune (Frederiksborg Amt)
- Ølstykke Kommune (Frederiksborg Amt)

## Byer
| Kommunens største byer |                   |                   |
| Nr                     | By                | Indbyggere (2024) |
| 1                      | Ølstykke-Stenløse | 23.344            |
| 2                      | Smørumnedre       | 10.729            |
| 3                      | Ganløse           | 2.877             |
| 4                      | Veksø             | 1.794             |
| 5                      | Slagslunde        | 906               |
| 6                      | Ledøje            | 787               |
| 7                      | Tangbjerg         | 614               |
| 8                      | Buresø            | 461               |
| 9                      | Søsum             | 308               |

## Byråd
| 5 |  | 8 | 2 |  | 10 |

| 18 | 9 |

| 4 | 1 | 6 | 3 | 1 | 5 | 1 |

| 17 | 4 |

| 5 | 2 | 4 | 1 | 1 | 2 | 6 |

| 15 | 6 |

| 6 | 3 | 2 | 1 | 1 | 2 | 6 |

| 12 | 9 |

| 5 | 1 | 3 | 2 | 5 | 1 | 4 |

| 11 | 10 |

| 4 | 1 | 2 | 2 | 1 | 1 | 6 | 1 | 3 |

| 13 | 8 |

| Navn                               | Parti                                    |
| ---------------------------------- | ---------------------------------------- |
| Vicky Holst Rasmussen (Borgmester) | Socialdemokratiet - 5 mandater           |
| Bo Brøndum Pedersen                | Socialdemokratiet - 5 mandater           |
| Henriette Thirup-Bielefeldt        | Socialdemokratiet - 5 mandater           |
| Lasse Nørreskov                    | Socialdemokratiet - 5 mandater           |
| Morten Lyager                      | Socialdemokratiet - 5 mandater           |
| Karsten Søndergaard                | Venstre - 5 mandater                     |
| Betina Hilligsøe                   | Venstre - 5 mandater                     |
| Ole B. Hovøre                      | Venstre - 5 mandater                     |
| Anders Bo Larsen                   | Venstre - 5 mandater                     |
| Carina Buurskov                    | Venstre - 5 mandater                     |
| Ulrik John Nielsen                 | Lokallisten Ny Egedal - 4 mandater       |
| Bettina Zarp                       | Lokallisten Ny Egedal - 4 mandater       |
| Lars Winther                       | Lokallisten Ny Egedal - 4 mandater       |
| Kristian Petersen Nørgaard         | Lokallisten Ny Egedal - 4 mandater       |
| Charlotte Haagendrup               | Det Konservative Folkeparti - 3 mandater |
| Birgitte Neergaard-Kofod           | Det Konservative Folkeparti - 3 mandater |
| Christine Søjbjerg                 | Det Konservative Folkeparti - 3 mandater |
| Jens Skov                          | Socialistisk Folkeparti - 2 mandater     |
| Jonathan Kristensen                | Socialistisk Folkeparti - 2 mandater     |
| Rikke Mortensen                    | Radikale Venstre - 1 mandat              |
| Helle Bovien                       | Enhedslisten - 1 mandat                  |

| Navn                       | Skiftet fra                 | Skiftet til      | Dato               |
| -------------------------- | --------------------------- | ---------------- | ------------------ |
| Bettina Zarp               | Lokallisten Ny Egedal       | Løsgænger        | 21. september 2022 |
| Kristian Petersen Nørgaard | Lokallisten Ny Egedal       | Løsgænger        | 17. oktober 2022   |
| Kristian Petersen Nørgaard | Løsgænger                   | Venstre          | 4. januar 2023     |
| Charlotte Haagendrup       | Det Konservative Folkeparti | Løsgænger        | 12. oktober 2023   |
| Charlotte Haagendrup       | Løsgænger                   | Moderaterne      | 28. november 2023  |
| Bettina Zarp               | Løsgænger                   | Dansk Folkeparti | 26. februar 2024   |
| Bo Brøndum Pedersen        | Socialdemokratiet           | Løsgænger        | 14. august 2024    |
| Bo Brøndum Pedersen        | Løsgænger                   | Et Samlet Egedal | 7. november 2024   |

| Udtrådt           | Indtrådt              | Parti   | Dato            |
| ----------------- | --------------------- | ------- | --------------- |
| Carina Buurskov † | Bo Vesth              | Venstre | 3. oktober 2023 |
| Betina Helligsøe  | Thomas Skov Rasmussen | Venstre | 12. januar 2024 |

### Byrådet 2018-2022
| Navn                             | Parti                          |
| -------------------------------- | ------------------------------ |
| Karsten Søndergaard (borgmester) | Venstre - 6 mandater           |
| Betina Hilligsøe                 | Venstre - 6 mandater           |
| Ulrik John Nielsen               | Venstre - 6 mandater           |
| Carina Buurskov                  | Venstre - 6 mandater           |
| Ole B. Hovøre                    | Venstre - 6 mandater           |
| Bo Vesth                         | Venstre - 6 mandater           |
| Ib Sørensen                      | Socialdemokratiet - 6 mandater |
| Vicky Holst Rasmussen            | Socialdemokratiet - 6 mandater |
| Anne-Mie Højsted Johansen        | Socialdemokratiet - 6 mandater |
| Henriette Thirup-Bielefeldt      | Socialdemokratiet - 6 mandater |
| Lasse Nørreskov                  | Socialdemokratiet - 6 mandater |
| Hamad Mahmoud                    | Socialdemokratiet - 6 mandater |
| Rikke Mortensen                  | Radikale Venstre - 3 mandater  |
| Jacob Peter Loessl               | Radikale Venstre - 3 mandater  |
| Helle Anna Elisabeth Nielsen     | Radikale Venstre - 3 mandater  |
| Charlotte Haagendrup             | Konservative - 2 mandater      |
| Niels Lindhardt Johansen         | Konservative - 2 mandater      |
| Peter Hemmingsen                 | Dansk Folkeparti - 2 mandater  |
| Bettina Zarp                     | Dansk Folkeparti - 2 mandater  |
| Jens Skov                        | SF - 1 mandat                  |
| Bendt Tranekjær                  | Liberal Alliance - 1 mandat    |

| Navn                         | Skiftet fra      | Skiftet til           | Dato             |
| ---------------------------- | ---------------- | --------------------- | ---------------- |
| Ulrik John Nielsen           | Venstre          | Løsgænger             | 12. oktober 2018 |
| Jacob Peter Loessl           | Radikale Venstre | Løsgænger             | 17. marts 2019   |
| Ulrik John Nielsen           | Løsgænger        | Lokallisten Ny Egedal | 12. august 2020  |
| Helle Anna Elisabeth Nielsen | Radikale Venstre | Lokallisten Ny Egedal | 12. august 2020  |
| Bettina Zarp                 | Dansk Folkeparti | Lokallisten Ny Egedal | 12. august 2020  |

## Borgmestre
| Navn                   | Parti             | Periode                             |
| ---------------------- | ----------------- | ----------------------------------- |
| Svend Kjærgaard Jensen | Egedal-Listen     | 1. januar 2007 - 31. december 2009  |
| Willy Eliasen          | Venstre           | 1. januar 2010 - 31.januar 2017     |
| Karsten Søndergaard    | Venstre           | 1. februar 2017 - 31. December 2021 |
| Vicky Holst Rasmussen  | Socialdemokratiet | 1. Januar 2022 -                    |

## Borgerrådgiveren
Egedal Kommune er blandt et mindretal af danske kommuner, der har en borgerrådgiverfunktion. Kommunens borgerrådgiver har bl.a. til opgave, at behandle sagsbehandlingsklager, være borgernes talerør for forslag til forbedring af kommunens sagsbehandling og udførelsen af opgaver, samt undervise og rådgive kommunens ansatte indenfor forvaltningsretten. Borgerrådgiveren er organisatorisk placeret i kommunens sekretariat, og dermed - i modsætning til de fleste øvrige borgerrådgivere i Danmark - ikke ansat direkte af kommunens kommunalbestyrelse, men derimod af lederen af kommunens sekretariat. Borgerrådgiveren refererer direkte til kommunens borgmester. Stenløse Kommune fik som landets første kommune en borgerrådgiver i 1998.

## Navnestrid
Egedal Kommune skulle oprindeligt have heddet Kongsdal Kommune, men efter trussel om sagsanlæg fra ejeren af godset Kongsdal, samt flere privatpersoner med efternavnet Kongsdal, blev navnet ændret. Egedal blev valgt, fordi flere gårde i kommunen havde samme navn, men også i dette tilfælde ville flere med efternavnet Egedal lægge sag an.

## Billeder
- Egedal Rådhus - Indviet af HM Dronning Margrethe II tirsdag d. 18. november 2014[19]

## Venskabsbyer
Egedal Kommune har følgende venskabsbyer:
- Dassel (Nedersaksen)